# Haptotaxis
Unter Haptotaxis (von gr. haptein „berühren“, „heften“ und taxis „Ordnung“, „Aufmarsch“) wird in Biologie und Medizin die Bewegung von Zellen und Zellfortsätzen verstanden, die sich an einem Konzentrationsgefälle eines strukturgebundenen Signalstoffes (Haptotaxin) orientieren. Im Unterschied zur Haptotaxis gibt bei der Chemotaxis das Konzentrationsgefälle (der chemotaktische Gradient) eines gelösten Signalstoffes (Chemotaxin) die Bewegungsrichtung vor. Bei komplexen Lebewesen (Metazoen) bewirkt der Signalreiz meist eine Zellwanderung in Richtung der höheren Konzentration des Signalstoffes (positive Haptotaxis bzw. Chemotaxis), doch ist auch das Gegenteil möglich (negative Haptotaxis bzw. Chemotaxis). 
Chemotaxis und Haptotaxis sind essentielle Organisationselemente bei den Gestaltungsbewegungen während der Embryonalentwicklung, aber auch späterhin bei Wachstums-, Umgestaltungs- und Heilungsprozessen, z. B. beim Auswachsen von Nervenzellfortsätzen (Axogenese) oder von Gefäßen (Angiogenese). Auch Zellen des Immunsystems oder Bakterien (z. B. Escherichia choli) orientieren sich anhand solcher Reize.
Haptotaktische Signale können von spezifischen Strukturen der Zelloberfläche wie auch der Zwischenzellsubstanz (z. B. Bindegewebsfasern) ausgehen. Ein Beispiel für ein Molekül, das einen haptotaktischen Reiz auf Neutrophile Granulozyten in der Blutbahn ausübt ist der Rezeptor PECAM 1 (CD31), der bei Entzündungen vermehrt auf Endothelzellen des Entzündungsortes exprimiert wird. Seine steigende Dichte gegen die Zellperipherie hin leitet einen haftenden Granulozyten zum Zellrand, wo dieser an der Kontaktstelle zur Nachbarzelle die Blutbahn verlassen kann (Diapedese).